# Scepticisme
Scepticisme kan twee vormen aannemen:
- Filosofisch scepticisme, ook wel principieel scepticisme: een denkhouding van universele twijfel waarbij men er van uitgaat dat betrouwbare kennis onmogelijk is en men zich van geen enkele waarheid kan verzekeren.[1][2]
- Wetenschappelijk scepticisme, ook wel methodisch scepticisme of rationeel scepticisme: men onderzoekt kritisch of een bewering of hypothese de toets van de wetenschappelijke methode kan doorstaan, dat wil zeggen, herhaalbaar en falsifieerbaar is. Als dit lukt, dan wordt deze voorlopig aanvaard totdat er nieuwe redenen opduiken om deze weer te betwijfelen. Meestal zijn paranormale claims en excentrieke uitvinders het onderwerp van sceptische onderzoekers.[1][2]

In het dagelijks spraakgebruik wordt sceptisch vooral begrepen als terughoudendheid met overtuigingen, bijvoorbeeld bij twijfel aan het beloofde rendement van een beleggingsrekening of aan de kans van een favoriete sporter om te winnen.

## Etymologie
De term is ontleend aan de Griekse woorden σκέψις sképsis ('aanschouwing, onderzoek') en σκεπτικός skeptikós ('overwegend', 'twijfelend'); het bijbehorende werkwoord is σκέπτεσθαι sképtesthai ("rondkijken, beproeven, onderzoeken"). De woorden sceptisch en skeptisch werden van de 16e tot en met de 18e eeuw via sceptique (Frans) en sceptisch of skeptisch (Duits) in het Nederlands gangbaar. De Woordenlijst van 1954 keurde zowel de spelling met een c als met een k goed, maar de Woordenlijsten van 1995 en 2005 alleen die met een c; de uitspraak van de c mag zowel als [k] als [s] worden gedaan. Sinds eind 19e eeuw en vooral na 1976 met de oprichting van het Committee for the Scientific Investigation of Claims of the Paranormal (CSICOP) en haar tijdschrift Skeptical Inquirer is er een internationale beweging ontstaan die "skeptisch", "skepticisme" en "skepticus" bewust met een k schrijft naar de Amerikaanse spelling waar het wetenschappelijk scepticisme betreft, onder andere om zich te onderscheiden van het filosofisch scepticisme, omdat het woord "sceptisch" buiten de Verenigde Staten soms een negatieve lading heeft en als synoniem voor cynisme geldt, om zo de oorspronkelijke Griekse spelling en uitspraak beter te kunnen imiteren of om via de spelling verwarring in uitspraak met de medische begrippen "sepsis en septisch" te vermijden.

## Wetenschappelijk scepticisme
Het wetenschappelijk scepticisme is gerelateerd aan het filosofisch scepticisme. Het is een belangrijk onderdeel van het empirisme, dat in de wetenschap wordt gebruikt. Men gaat er hier van uit dat de theorie de waarneming moet volgen. Aan de hand van deze waarneming wordt een nieuw model gemaakt of een oud model getoetst. Men onderzoekt in het wetenschappelijk scepticisme of het model de waarnemingen kan verklaren. Ook onderzoekt men of de waarneming herhaald kan worden. Wordt er niet aan deze voorwaarden voldaan, dan dient het model of de waarneming verworpen te worden.
Een variant is het pseudoscepticisme, een door de Amerikaanse socioloog Marcello Truzzi geïntroduceerd begrip om een manier van denken aan te duiden die sceptisch lijkt te zijn, maar dat in werkelijkheid niet is.

### Sceptische beweging

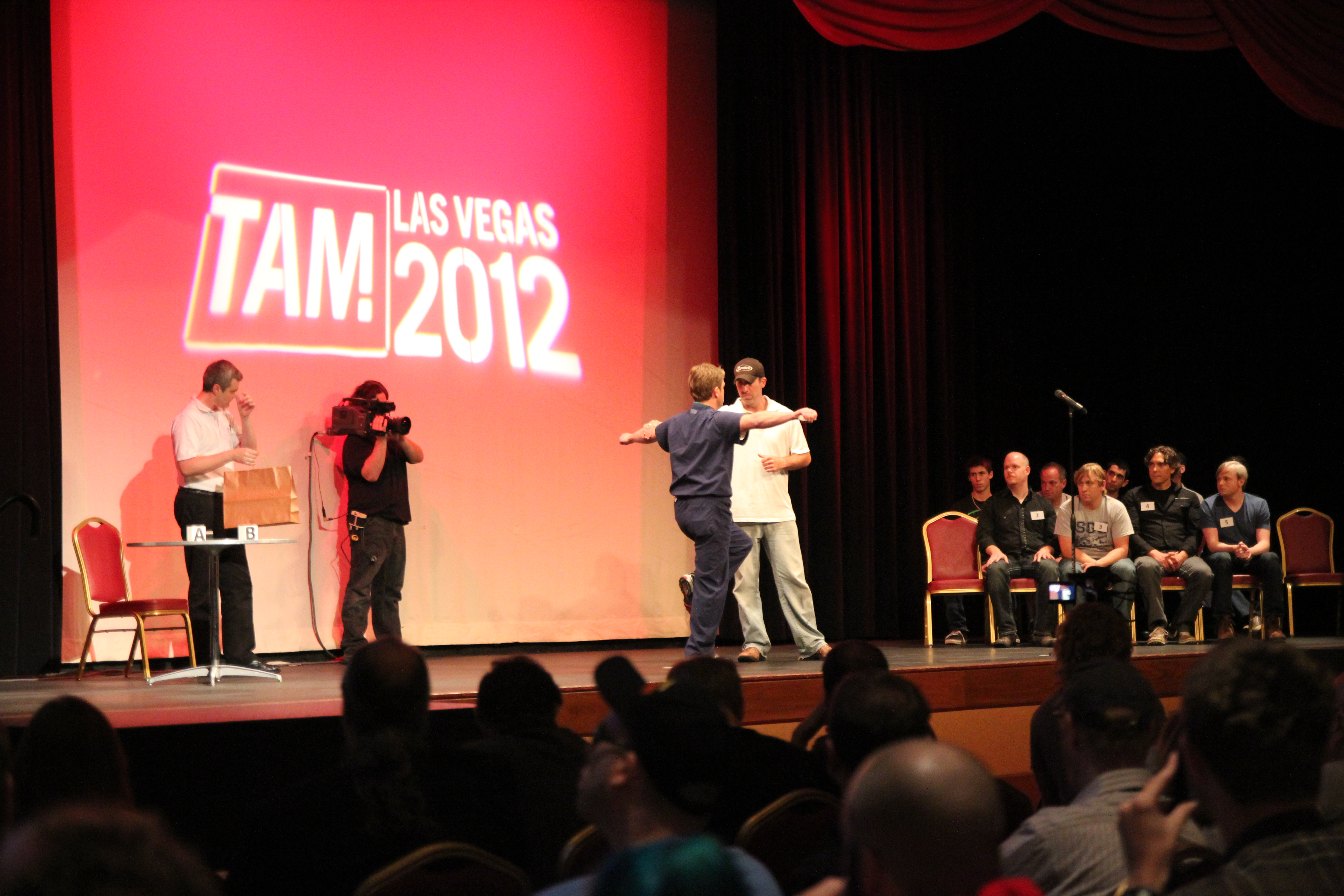
One Million Dollar Challenge met een 'evenwichtsarmbandje' op The Amaz!ng Meeting 2012.

Vanuit de overtuiging dat een wetenschappelijk-sceptische houding in de samenleving bevorderd dient te worden, zijn in veel westerse landen sceptische verenigingen opgericht. Samen staan deze verenigingen bekend als 'de sceptische beweging', waarbinnen men de spelling van skepticisme, skeptisch en skepticus met een k vrijwel universeel gebruikt. Sceptici stellen zich ten doel allerlei beweringen op de rand van de wetenschap kritisch te onderzoeken en het publiek over de resultaten van dat onderzoek te informeren. In Engelstalig gebied zijn de acties van James Randi en zijn One Million Dollar Paranormal Challenge en James Randi Educational Foundation (JREF) bekend geworden, alsook The Skeptics Society en het Committee for Skeptical Inquiry (CSICOP), dat gesteund werd door wetenschappers als Carl Sagan, Isaac Asimov, Francis Crick en Stephen Jay Gould. In Duitstalig gebied bestaat de Gesellschaft zur wissenschaftlichen Untersuchung von Parawissenschaften (GWUP) met 800 wetenschappers in zijn ledenbestand met soortgelijke doelen. In Nederlandstalig gebied zijn SKEPP, de Stichting Skepsis en de Vereniging tegen de Kwakzalverij op dit gebied actief, in het Verenigd Koninkrijk onder meer de Merseyside Skeptics Society.
Andere bekende sceptici zijn onder anderen het illusionisten-duo Penn & Teller, illusionist Criss Angel, goochelaar en mentalist Derren Brown, journalist Christopher Hitchens, schrijver Sam Harris, filosoof Daniel Dennett en evolutiebioloog Richard Dawkins (dit viertal staat ook wel bekend als The Four Horsemen). De laatstgenoemde wijdde onder meer de televisiedocumentaires The Enemies of Reason en The Root of all Evil? aan het onderwerp en richtte de Richard Dawkins Foundation for Reason and Science op.
Het werk van deze sceptische verenigingen en publieke sceptici roept veel kritiek en weerstand op onder aanhangers van de te licht bevonden theorieën.